# Cratere Hitomaro
Hitomaro è un cratere d'impatto presente sulla superficie di Mercurio, a 16,07° di latitudine sud e 15,72° di longitudine ovest. Il suo diametro è pari a 105 km.
Il cratere è stato battezzato dall'Unione Astronomica Internazionale in onore del poeta giapponese Kakinomoto no Hitomaro.